# 溫克勒縣 (德克薩斯州)
溫克勒縣（英語：Winkler County）位美国德克萨斯州西部的一個縣，北鄰新墨西哥州，面積2,179平方公里。根据2020年美國人口普查，共有人口7,791人。縣治克爾米特（Kermit）。該縣成立於1887年2月26日，縣政府成立於1910年4月5日，縣名紀念德克薩斯州議員、在葛底斯堡之役受傷的南方軍軍人的克林頓·M·溫克勒（Clinton McKamy Winkler）。